# Sîvoloj, Borzna
Sîvoloj (în ucraineană Сиволож) este o comună în raionul Borzna, regiunea Cernihiv, Ucraina, formată numai din satul de reședință.

## Demografie
Componența lingvistică a comunei Sîvoloj
     Ucraineană (98,09%)
     Rusă (1,91%)
Conform recensământului din 2001, majoritatea populației comunei Sîvoloj era vorbitoare de ucraineană (98,09%), existând în minoritate și vorbitori de rusă (1,91%).